# Бзоу
Бзоу (абх. Бзоу) — в северо-кавказской мифологии конь принадлежащий Сасрыкве и в некоторое время Абрскилу, рождённый из огня в один день с младшим Нартом, верный друг героев, увековечен на гербе Абхазии.
Согласно эпической традиции, Бзоу был крылатым конём (абх. арашь) и появился на свет одновременно с героем Сасрыквой: укрощение коня стало первым подвигом Сасрыквы. Упоминается также, как Алоу (Белый), Такузиа, Гьямыда, иногда именуется просто Арашь.
Как отмечает Ж. Дюмезиль, образ Бзоу в абхазском эпосе отчасти основан на фигуре коня из осетинского нартского эпоса. У осетин чудесный конь просит Сослана после его гибели набить его брюхо соломой: тогда он сможет вывезти героя из подземного царства. В абхазском эпосе аналогичная легенда используется для объяснения того, как Сасрыква потерял Бзоу: злой великан подслушал разговор героя с конём, когда тот говорил о своей гибели (о том, что его можно поразить в копыто, а после смерти можно набить его брюхо соломой). Тогда великаны стали стрелять сначала в копыта коня, а потом и в брюхо, набитое соломой, и чудесный конь сгорел.